# خدعة أم حلوى (فلم 2007)
خدعة أم حلوى (بالإنجليزية: Trick 'r Treat) هو فيلم رعب تم انتاجه في الولايات المتحدة وكندا و صدر سنة 2007، بطولة ديلان بيكر وبراين كوكس وآنا باكوين.

## القصة
يعرض الفيلم 5 قصص مرعبة تحدث كلها في ليلة الهالووين.

## الميزانية و الايرادت
كلفت ميزانية الفيلم قرابة الـ 12 مليون دولار أمريكي.

## وصلات خارجية
- مقالات تستعمل روابط فنية بلا صلة مع ويكي بيانات
- خدعة ام حلوى على IMDB
- خدعة ام حلوى على Rotten Tomatos